# Prefectura d'Ōita
La Prefectura d'Ōita (大分県) és a l'illa de Kyushu al Japó. La capital és la ciutat d'Ōita. Altres ciutats són: Beppu, Bungotakada, Hita, Kitsuki, Nakatsu, Saiki, Taketa, Tsukumi, Usa i Usuki. El turisme a la prefectura d'Oita s'enfoca als seus abundants brolladors d'aigües termals. És famosa nacionalment la ciutat de Beppu ("别府") per les seves onsen (温泉) o aigües termals.

## Fills il·lustres
- Yasuji Kiyose (1900-1981) compositor musical.